# Eupithecia atrataria
Eupithecia atrataria là một loài bướm đêm trong họ Geometridae.